# ساندگردی
ساندگردی (به لاتین: Sandgerði) یک منطقهٔ مسکونی در ایسلند است که در سودورنس واقع شده‌است. ساندگردی ۱٬۶۰۹ نفر جمعیت دارد.